# Астана Опера
Государственный театр оперы и балета «Астана Опера» — театр в Астане, основанный по инициативе первого президента Казахстана Нурсултана Назарбаева. Здание театра, построенное в 2013 году, признано памятником архитектуры национального значения.

## Здание

«Астана Опера»

Здание расположено в  Астане по адресу улица Динмухамеда Кунаева, дом 1. Строительство здания велось в 2010—2013 годах и обошлось в 320 млн долларов. Над внешним обликом и интерьерами театра трудилась команда архитекторов, строителей и специалистов из 33 стран. Президент страны Нурсултан Назарбаев постоянно вносил в проект свои коррективы, в том числе, уже на стадии практического осуществления. Так, по его предложению, была увеличена высота главного театрального фойе. Пол, стены, декоративные панели и витые мраморные лестницы этого фойе отделаны наборным сицилийским мрамором.

## Открытие
Труппа была сформирована путём конкурсного отбора. Жюри, в которое, среди прочих, входили представители таких крупнейших театров, как Большой, Мариинский и «Ла Скала», занималось подбором оркестрантов, певцов и танцовщиков. Первое представление было дано 21 июня 2013 года — исполнялась опера Мукана Тулебаева «Биржан и Сара». С этого же года главной солисткой оперы является Жупар Габдуллина.
Первоначально театр функционировал как акционерное общество.

## Руководство
С 2013 до конца 2014 года директором театра был Т. Мухамеджанов. В декабре 2014 года Нурсултан Назарбаев назначил директором Т. Альпиева.  28 сентября 2016 года указом Президента Казахстана Ахмедьяров Галым Алгиевич  назначен директором Государственного театра оперы и балета "Астана Опера".  11 марта 2025 года  указом Президента Казахстана Совостьянов Александр Александрович назначен директором Государственного театра оперы и балета "Астана Опера". 
- Директор — Александр Совостьянов (с 11 марта сентября 2025 года[6])
- Художественный руководитель балетной труппы — Алтынай Асылмуратова (с марта 2015 года[7])
- Главный дирижёр — Алан Бурибаев (с марта 2015 года[7])
- Главный хормейстер — Ержан Даутов
- Заместитель главного дирижёра — советник директора по творческим вопросам Абзал Мухитдинов
- Директор оперной труппы — Талгат Мусабаев
- Директор балетной группы — Ерлан Жамбулаев

## Галерея
| - Строительство театр оперы и балета, 2012 год - Театр оперы и балета, 2019 год - Театр оперы и балета, 2023 год |